# Chiusavecchia
Chiusavecchia är en ort och kommun i provinsen Imperia i regionen Ligurien i Italien. Kommunen hade 522 invånare (2018).